# Парк-музей «Шипка»
Парк-музей «Шипка» (болг. Парк-музей „Шипка“) — музей просто неба, розташований на східній частині гори Шипка, частина Національного парку-музею «Шипка-Бузлуджа».
Парк-музей присвячений героїчній битві за Шипку у липні—вересні 1877 року під час російсько-турецької війни 1877—1878 років. Являє собою комплекс із 26 пам'ятників, реконструкцій позицій, батарей та землянок площею 120 га. Центральне місце займає Пам'ятник Свободи на піці гори. Відмічені позиції болгарських ополченців та російських військ, які захищали гору.

## Історія
Першими пам'ятниками на місці меморіалу були російські споруди, встановлені у 1878—1881 роках. Болгарськими пам'ятниками на території стали обеліски третьому та п'ятому добровольчим батальйонам, встановлені у 1910 році, також пам'ятник Свободи, відкритий у 1934 році.
«Парк-музей Шипка» було створено у жовтні 1956.

## Розташування
Парк-музей знаходиться на горі Шипка у 22 ки від Казанлика та у 22 км від Габрово. З обох міст до Шипки відправляється автобус.

## Пам'ятник Свободи
Пам'ятник Свободи займає центральне місце у парку і розташований на вершині гори. Він був збудований за рахунок добровольчик внесків та відкритий особисто царем Болгарії Борисом III. Створений з доломіту, він має висоту 31,5 м. Являє собою кам'яну вежу у вигляді зрізаної піраміди. Гігантський бронзовий лев, довжиною 8 м та висотою 4 м, розташований над входом до вежі, та фігура жінки символізують перемогу над османськими військами. На першому поверсі знаходиться мармуровий саркофаг з останками 317 загиблих при обороні. Є ще чотири поверхи, де розташована експозиція болгарських військових прапорів та інших реліквій. З верхньої частини вежі відкривається вид на перевал Шипка та околиці.
До пам'ятника веде заасфальтована дорога.

## Сучасність
Щороку 3 березня, а також у серпні в парку-музеї збираються тисячі болгар, щоб вшанувати пам'ять полеглих героїв та відсвяткувати перемогу, яка сприяла отриманню незалежностіБолгарії.
Музей є включеним у список ста туристичних об'єктів болгарського туристичного союзу під № 93.
У 2010 році постановою Ради Міністрів Національний парк-музей «Шипка» був виключений зі списку стратегічних об'єктів, які знаходяться під охороною МВС станом на 23 липня 2010. Причиною вказані «фінансові труднощі».